# Minna Sundberg
Minna Sundberg, född 9 januari 1990, är en finlandssvensk serieskapare och illustratör. Hon är utbildad vid Aalto-universitetets högskola för konst, design och arkitektur.

## Karriär
Under studietiden påbörjade hon A redtail's dream, en internetpublicerad serie med inspiration från finsk mytologi. Den publicerades löpande 2011–2013, rönte internationell uppmärksamhet och gavs ut i tryck 2014. 
Hennes följande projekt var Stand Still, Stay Silent om en imaginär postapokalyptisk värld som ligger 90 år in i framtiden. Till serien tecknade Sundberg ett släktträd över de indoeuropeiska och uraliska språken, som publicerades som en affisch, och som fick stor spridning på Internet och uppmärksammades i internationella medier utanför seriesubkulturen, och fick beröm av lingvister. Sundbergs verk citerades som ett representativt exempel på den mogna genren av webbserier, medan hennes stil kallades "perfekt säker" och "vördnadsbjudande". Hon arbetade också som illustratör, inklusive omslagskonst, för flera publikationer. 
År 2015 tilldelades Sundberg det amerikanska Reubenpriset för bästa internetserie i långformat för Stand still. Stay silent.
I mars 2021 släppte Sundberg en kort serie kallad Lovely People, om kaniner som lever i ett socialt kreditsystem, och avslöjade att hon hade konverterat till kristendomen. Den 28 mars 2022 släpptes den sista sidan av Stand Still, Stay Silent, som avslutade webbserien. Den 31 oktober 2022 publicerade hon A Meandering Line, en kort serie som beskriver hennes omvändelse till kristendomen och med början den 13 januari 2023 Journey Upstream som hon kallar en tydligt kristen serie.

## Religion
I A meandering line skriver Sundberg att hon är kalvinist och att hon var intresserad av monergistiska kyrkor, (som reformerta baptister, presbyterianer och lutheraner) strax efter att hon blev kristen. Det slutade med att hon gick med i en reformert baptistförsamling i Finland.